# 砷酸钕
砷酸钕是钕的砷酸盐，化学式为NdAsO4。它有着很好的热稳定性，其pKsp,c为21.86±0.11。

## 制备
砷酸钕可由砷酸钠（Na3AsO4）和氯化钕（NdCl3）在溶液中反应制得：
Na3AsO4 + NdCl3 → 3 NaCl + NdAsO4↓